# Fokker E.I
Il Fokker E.I fu un caccia monoposto monoplano ad ala media sviluppato dall'azienda tedesco imperiale Fokker negli anni dieci del XX secolo.
Venne introdotto nel 1915 come equipaggiamento dei primi reparti da caccia (Jasta) della Luftstreitkräfte, la componente aerea del Deutsches Heer (l'esercito imperiale tedesco), durante le fasi iniziali della prima guerra mondiale. L'E.I, che inizierà la serie dei Fokker Eindecker, conquistò la supremazia dei cieli sul fronte occidentale. I piloti alleati chiamarono questo periodo il Flagello Fokker.

## Storia del progetto
Il Fokker E.I era essenzialmente un Fokker M.5K, designazione militare A.III, sul quale era stato montato un meccanismo di nuova concezione che permetteva di interrompere il fuoco della mitragliatrice, sistemata sul muso davanti al pilota, per una piccola frazione di tempo, permettendo così alle pale dell'elica di passare davanti alla canna senza correre il rischio che venissero colpite dai proiettili sparati dall'arma.
I primi cinque E.I realizzati erano degli M.5K modificati. I successivi velivoli ebbero la posizione dell'ala modificata rispetto alla posizione del velivolo da cui derivavano. Adesso era posta non più sulla superficie superiore della fusoliera ma nella parte centrale della stessa. Questa modifica si rese necessaria per migliorare la visibilità del pilota. Questi nuovi velivoli vennero denominati Fokker M.14, designazione che verrà utilizzata anche per indicare il successivo modello di Eindecker.
Un successivo sviluppo fu rappresentato dal Fokker E.II. La produzione dei due modelli avvenne parallelamente in quanto, la produzione di uno o dell'altro, dipendeva dalla disponibilità del motore Oberursel. Se era disponibile il motore da 80 hp (57 kW) veniva prodotto l'E.I se invece si disponeva del motore da 100 hp (74 kW) veniva realizzato l'E.II.
La produzione dell'E.I continuò fino al 1916 dopo che quella dell'E.II era stata interrotta per venire sostituito dal Fokker E.III. In Totale furono 56 gli E.I consegnati mentre gli E.II furono 23.

### Impiego operativo
L'E.I fu utilizzato principalmente dalle Fliegertruppen dell'Esercito Tedesco. Due velivoli vennero anche forniti all'Austria-Ungheria e cinque alla Marina Imperiale Tedesca.
Gran parte dei successi del velivolo derivarono dal sistema di sincronizzazione della mitragliatrice e dalla abilità dei piloti. Infatti le prestazioni dell'E.I erano piuttosto mediocri e il velivolo era sottopotenziato tanto che si ricorse alla realizzazione dell'E.II che era dotato di un motore più potente. La soluzione a questi problemi venne solo con la realizzazione dell'E.III.

## Utilizzatori
Austria-Ungheria
- k.u.k. Luftfahrtruppen

 Germania
- Luftstreitkräfte
- Kaiserliche Marine